# Argento vivo (romanzo)
Argento vivo è un romanzo giallo di Marco Malvaldi del 2013 pubblicato da Sellerio. All'epoca della sua uscita il libro è stato in testa alle classifica di vendita in Italia.

## Trama
La trama intreccia le vicissitudini di diverse coppie che, consapevolmente o meno, si intrecciano in un delicato gioco di incastro, innescato al furto di un computer:
- Giacomo, scrittore in crisi a cui viene rubato il computer dove è salvato l'unica copia del suo ultimo romanzo, con sua moglie Paola.
- Angelica, editor di Giacomo, e il dottor Luzzati, titolare della casa editrice.
- Leonardo, esperto informatico con lavoro precario e lettore appassionato con Letizia, sua moglie.
- Il questore Corradini, figura un po' squallida, e l'agente Corinna, brillante ma schiacciata dal suo superiore.
- Il Gobbo e il Gutta, ladri quasi improvvisati.
- Costantino (o anche Ottaviano), abile giocatore di carte disoccupato, e l'ingegnere Tenasso, titolare di una software house.

## Edizioni
- Marco Malvaldi, Argento vivo, Sellerio, Palermo 2013
- Marco Malvaldi, Argento vivo, legge: De Colle, R., Modena, 2014
- Marco Malvaldi, Argento vivo, Mondolibri, Milano 2014
- (DE)  Marco Malvaldi; Verbrechen auf Italienisch Kriminalroman, München Berlin Zürich Piper Februar 2017